# Дрожжин, Спиридон Дмитриевич
Спиридо́н Дми́триевич Дро́жжин (6 [18] декабря 1848, дер. Низовка, Тверская губерния, Российская империя — 24 декабря 1930, дер. Низовка, Московская область, РСФСР, СССР) — русский поэт.

## Семья
Он родился 7 декабря 1848 года (по старому стилю), в деревне Низовка Тверского уезда Тверской губернии, в крестьянской семье. Крещён в приходской Воскресенское церкви в селе Воскресенское на Шоше. Отец — Дмитрий Степанович (~1826 — 13.01.1899), мать — Агриппина Васильевна (~1828 — 13.06.1912). В школе учился две неполных зимы, потом мать отправила двенадцатилетнего сына на заработки в Санкт-Петербург.
12 октября 1875 года женился на Марии Афанасьевне Чуркиной (~1855 — 23.03.1920), которая родилась в селе Новом Клинского уезда Московской губернии. В браке с Марией Афанасьевной у них родились дети:
- Дарья (8 марта 1878 — ?)
- Алексей (29 февраля 1880 — 26 июня 1880)
- Алексей (3 июня 1882 — 30 ноября 1882)
- Анна (25 июля 1883 — январь 1955)
- Зинаида (13 июля 1886 — ?)

В Петербурге (1860 — 1871) занимался самообразованием, познакомился с произведениями Николая Некрасова, Алексея Кольцова, Ивана Никитина, Льва Толстого и др.
В 16 лет написал своё первое стихотворение, в 1867 году начал дневник, который вёл до конца жизни.
Его первая публикация — в журнале «Грамотей» (1873). С этого времени его стали печатать во многих журналах: «Дело», «Слово», «Семейные вечера», «Русское богатство», «Пробуждение» и др., в том числе тверских — «Тверской вестник» (1878—1882).
Один из организаторов Пушкинского кружка (1880).
Из-за бедственного материального положения и под влиянием встреч со Львом Толстым (1892, 1897) возвращается на родину (1896), посвящая себя литературному труду. В 1903 году «Кружок писателей из народа» организовал вечер, посвящённый тридцатилетию поэтической деятельности С. Д. Дрожжина; одним из организаторов вечера был Иван Бунин, который назвал Дрожжина «самым даровитым поэтом-самоучкой».
Академия наук назначила ему в 1903 году пожизненную пенсию; в 1910 году — премию, за сборники «Заветные песни», «Стихотворения 1866—1888», «Новые русские песни», «Баян». В 1915 году Дрожжин был удостоен Почётного отзыва Пушкинской премии Академии наук за сборник «Песни старого пахаря» (1913).
Умер 24 декабря 1930 года и был похоронен в селе Шоша.

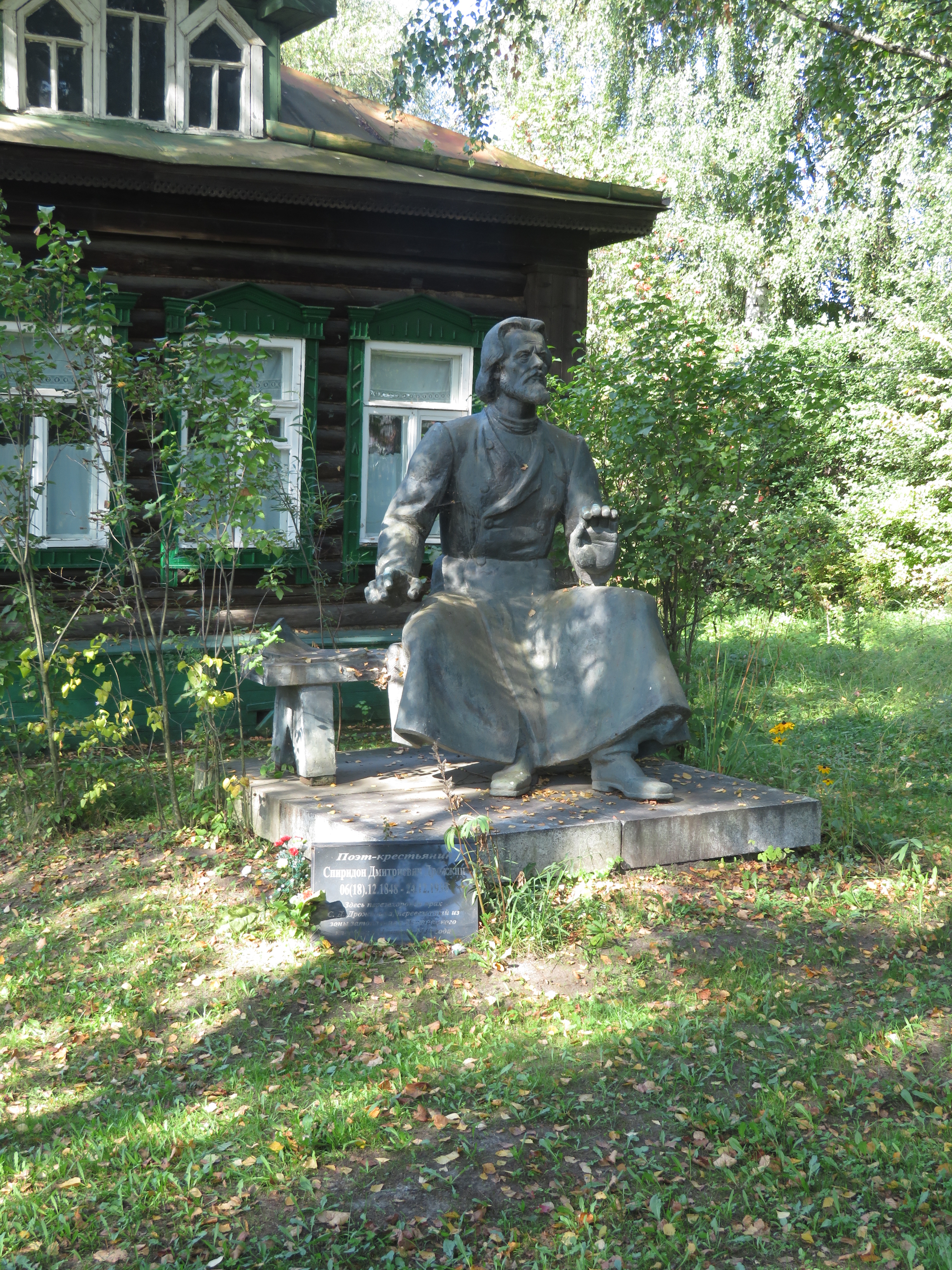
Памятник Спиридона Дрожжина в посёлке Новозавидовский

После заполнения Иваньковского водохранилища в 1937 году его прах и последний дом были перенесены в посёлок Новозавидовский, где открыт музей (более двух тысяч ед. хранения).
В 2016 году была издана «Родословная поэта Спиридона Дмитриевича Дрожжина», автор — краевед-генеалог Ирина Витальевна Топунова.
К концу XIX века становится самым известным русским крестьянским поэтом, в Низовке летом 1900 года его посетил австрийский поэт Райнер Мария Рильке, переводивший его стихи на немецкий язык.
В первое десятилетие XX века одна за другой вышли книги поэта, Дрожжин был избран почётным членом Общества любителей российской словесности (1905), получил несколько литературных премий. Для стихов этого периода характерно соединяющее в себе и красоту, и грусть описание сельской жизни (при этом, в отличие от многих поэтов-горожан, Дрожжин не касается революционных событий 1905—1907 годов; яркий пример — посвященное также писавшему деревенские стихи Аполлону Коринфскому стихотворение «Летний вечер в деревне»).
Октябрьскую Социалистическую революцию Дрожжин встретил в Низовке, вскоре покинул её, занявшись общественной работой. Был избран председателем съезда пролетарских писателей Тверской губернии (1919), почётным членом Всероссийского союза поэтов (1924). В советское время продолжал печататься и, несмотря на преклонный возраст, участвовал в общественной работе, избирался членом волостного исполкома.
Ранняя поэзия Дрожжина испытала разнообразные влияния. Многие стихи дооктябрьского периода пользовались огромной популярностью в народе, стали песнями, записывались для граммофонов, проникли в фольклор. Творчество Дрожжина вдохновляло композиторов А. Чернявского («Любо-весело», «У колодца» — вступление к поэме «Дуняша», «Красна девица, зазноба ты моя…»), В. Ребикова («Ах, о чём ты, ласточка…», «Догорает день зарёю…», «Жар весенних лучей…», «Ах, когда бы солнышко…», «Я для песни задушевной…»), В. Бакалейникова («Ах, уж я ль, млада-младенька…», «Сельская идиллия», «Ах, о чём ты, ласточка…», «Красна девица, зазноба ты моя…»), Ф. Лашека («Не с мороза травушка…», «Догорает день зарёю…», «Что мне, молодцу, нужда…»), В Зиринга («Жница») и др. Исполнителями песен стали Ф. И. Шаляпин, Н. В. Плевицкая («Ах, о чём ты, ласточка…», «Ах, уж я ль, млада-младенька…», «Сельская идиллия», «Любо-весело»), А. Д. Вяльцева.
Дрожжин — один из самых плодовитых крестьянских поэтов, выпустивший более 30 поэтических сборников, в конце жизни в его стихах повторяются прежние мотивы, которые пересекаются с новым пафосом социалистического утверждения.
Последние годы провёл в Низовке. Много печатался в местной периодике, в том числе в альманахе «Зарницы».
Захоронен на кладбище села Шоша, ныне не существующего.

## Память
В Тверской области, в Конаковском районе, в п. Новозавидовский находится Дом-Музей С.Д. Дрожжина, в котором в период 1896-1930 гг. проживал поэт. Музей является филиалом Тверского государственного объединенного музея.

## Книги Спиридона Дрожжина
- Стихотворения 1866—1888, СПб. — 1889[6].
- Поэзия труда и горя (1889—1897), М. — 1901.
- Новые стихотворения. М. — 1904.
- Год крестьянина. М. — 1906.
- Заветные песни. М. — 1907.
- Новые русские песни. М. — 1909.
- Баян. М. — 1909.
- Песни старого пахаря. М. — 1913.
- Песни рабочих. М. — 1920.
- Поэт-крестьянин С. Д. Дрожжин. Его жизнь и песни. М.; Л. — 1923.
- Пути—дороги. М. — 1929.
- Песни крестьянина. М. — 1929.
- Избранное. Калинин. — 1940.
- Стихотворения. Л. — 1949.
- Песни гражданина. М. — 1974.
- «Шлю привет родному краю…», Тверь — 1998.

### Комментарии
1. ↑  Ныне Тверская область
2. ↑  По другим данным — 7 или 9 декабря[2][3].

## Литературное чтение
- Русские писатели. 1800—1917. Биографический словарь. Т. 2: Г — К. Москва: Большая российская энциклопедия, 1992. С. 186—187.
- Погорелов Т. Дрожжин и его поэзия. Уфа. — 1906
- Памяти С. Д. Дрожжина: К 20—летию со дня смерти поэта. Калинин. — 1951
- Ильин Л. Кайсын Кулиев о Райнере Рильке и Спиридоне Дрожжине // Тверь: Альманах. М. — 1989
- Творчество С. Д. Дрожжина в контексте русской литературы XX века. Тверь. — 1999
- Бойников А. М. Поэзия Спиридона Дрожжина: Монография. Тверь: Твер.гос. ун-т, 2005.